# Coré (lune)
Pour les articles homonymes, voir Coré.
Coré est un satellite naturel de Jupiter.

## Caractéristiques physiques
Peu de choses sont connues sur Coré. Avec une magnitude de 16,7, il possèderait un diamètre moyen d'environ 1,7 km.

## Orbite
Coré appartient au groupe de Pasiphaé, un groupe de satellites qui orbitent de façon rétrograde autour de Jupiter sur des demi-grands axes compris entre 22 800 000 et 24 100 000 km, des inclinaisons de 144,5 à 158,3° par rapport à l'équateur de Jupiter et des excentricités entre 0,25 et 0,43. Il en serait le membre le plus externe connu.

Diagramme illustrant l'orbite des satellites irréguliers de Jupiter. Le groupe de Pasiphaé est visible sur le centre-gauche.
Diagramme illustrant l'inclinaison des membres du groupe de Pasiphaé en fonction du demi-grand axe.

## Historique

### Découverte
Coré fut découvert par l'équipe de Scott Sheppard sur des images datant du 8 février 2003 ; la découverte fut annoncée le 3 avril 2003.

### Dénomination
Coré porte la première épithète de Perséphone, déesse de la mythologie grecque ; Perséphone la fille de Zeus (équivalent grec de Jupiter) et Déméter. Coré, en grec, signifie « la jeune fille », et servait initialement à désigner Perséphone par opposition à Démeter, « la mère ».
Coré reçut son nom définitif le 5 avril 2007. Avant cela, sa désignation provisoire était S/2003 J 14, indiquant qu'il fut le 14e satellite de Jupiter imagé pour la première fois en 2003.